# ДС3
ДС3 (ДЭВЗ, Сименс, тип 3) — грузопассажирский односекционный 4-х осный электровоз переменного тока, производства Днепровского электровозостроительного завода совместно с Siemens и Смелянским электромеханическим заводом.
ДС3 получил прозвище «Дуся» из-за созвучности со своим обозначением «дэ-эс».
Также в депо Львов-Запад Львовской ЖД должны были поступить электровозы ДС3-019, 020, 021 И 022, но в связи с экономическим кризисом 2008 года проект по их изготовлению был закрыт.
Инциденты с ДС3
• 14 апреля 2011 года электровоз ДС3-006 при следовании с поездом № 186 Киев — Шостка получил серьёзные повреждения силового оборудования, причина тому — сильная нагрузка. 18 марта 2014 года электровоз был отправлен для восстановления на Львовский локомотиворемонтный завод, но ремонт не был проведён и электровоз находится на базе запаса Казатин-||.

## История и разработка
Электровоз разработан как универсальный для работы с грузовыми и пассажирскими поездами железных дорогах, электрифицированных переменным током.
Все ДС3 находятся на балансе локомотивного депо Киев-Пассажирский Юго-Западной железной дороги.
Всё началось в конце 1990-х годов, на тот момент основную часть инертного парка депо Киев-Пассажирский составляли устаревшие ЧС4. В 1998 году Днепровский электровозостроительный завод подписал с немецкой компанией Siemens и Смелянским электромеханическим заводом договор про совместную разработку и производство односекционных четырёхосных грузопассажирских электровозов ДС3.
Эксплуатация ДС3 с вагонами МПЛТ
28 декабря 2011 года Крюковский вагоностроительный завод (Кременчуг) изготовил 9 вагонов МПЛТ (Межрегиональный поезд локомотивной тяги) категории Интерсити+, с завода все 9 вагонов поступили в вагонное депо Харьков-Сортировочный Южной ЖД. Они стали курсировать на маршрутах «Столичный экспресс» № 162/161 Киев — Харьков и «Южный экспресс» Харьков — Симферополь, Харьков — Донецк и Днепропетровск — Донецк. В качестве основных локомотивов для вагонов МПЛТ выбрали ДС3 и ЧС7; ДС3 курсировали с вагонами МПЛТ лишь на маршруте «Столичный экспресс», а ЧС7 лишь на маршрутах «Южный экспресс». ЧС7-187, 185, 129, 112 и 148 были специально подготовлены в депо Харьков-Октябрь и окрашены в серый окрас. В январе 2014 года УЗ докупила у ПАО КВСЗ ещё один 10-й вагон и уже 10-и вагонный состав МПЛТ был переведён на баланс УЗШК и в депо ТПС Дарница был разделён на два 5-и вагонных состава МПЛТ-001 и 002, с того момента ЧС7 перестали эксплуатировать с данными вагонами, а ДС3 продолжили эксплуатировать, только с составами МПЛТ-001 и МПЛТ-002, также с данными вагонами стали эксплуатировать ЧС8 и ЧС4 КРП. На 2024 год эксплуатация ДС3 с вагонами МПЛТ продолжается на маршрутах № 747/748 Киев — Тернополь и № 763/764 Киев — Одесса.
Эпоха двухсистемных электропоездов HRCS2
В начале 2011 года УЗ заказала у Hyundai Rotem двухсистемные электропоезда категории Интерсити+ и середине 2011 года были изготовлены 2 первых HRCS2, они были на судне доставлены в порт Одессы, где их электровозы ДС3-010 и ДС3-013 доставили в моторвагонное депо Одесса-Застава 1, оттуда их в вагонное депо Харьков-Сортировочный доставили электровозы ДС3-008, ДС3-013 и тепловоз ТЭП150-003. Также похоже в 2012 году электровозы ДС3-008, 010 и 013 вместе с тепловозом ТЭП150-003 доставляли электропоезда HRCS2-003, 004, 005, 006, 007, 008, 009 и 010.

## Производство серии
Производство электровозов совместное, а именно: Siemens — силовая электроника тягового привода, ДЭВЗ — механическая часть, вспомогательные машины, СЭМЗ — тяговые двигатели.
Первый ДС3 был изготовлен 28 декабря 2002 года и проходил тягово-энергетические испытания на Юго-Западной ЖД. Спустя 3 года: 17 марта 2005 года был изготовлен ДС3-002 и тогда было начато серийное производство. ДС3-018 выпущен 25 сентября 2008 года и тогда УЗ заказала у ДЭВЗа ещё 3 электровоза для локомотивного депо Львов-Запад Львовской ЖД, которые получили заводские номера 019, 020, 021 И 022 и 27 сентября была начата сборка ДС3-019 и 020, 28 сентября была начата сборка ДС3-021, а 1 октября начата сборка ДС3-022 однако, уже 3 октября проект по их изготовлению был закрыт и их сборка была прекращена в связи с экономическим кризисом и с того момента производство ДС3 было прекращено.
ДС3-019 собран на 90 %, находился в сборочном цехе ДЭВЗ, в июле 2009 года вместе с ДС3-020 и 021 перемещён из сборочного цеха на открытую территорию завода; полностью готова ходовая часть, машинное отделение, обе кабины и 68 % крыши, полностью окрашен кузов
ДС3-020 собран на 75 %, вместе с ДС3-019 и 021 с июля 2009 года находится на открытой территории завода; полностью готова ходовая часть, обе кабины, машинное отделение и каркас крыши, кузов загрунтован, но не окрашен
ДС3-021 собран на 60 %, находится вместе с ДС3-019 и 020 на открытой территории завода, готова ходовая часть, обе кабины и 70 % машинного отделения, кузов загрунтован, но не окрашен
ДС3-022 собран на 24 %, готовы лишь кузов, рама и тележки, кузов загрунтован, но не окрашен, в июле 2009 года перемещён из сборочного цеха на открытую территорию завода

## Конструкция

### Механическая часть
Механическая часть электровоза, во многом унифицированная с электровозом ДЭ1 — две двухосные тележки со сварными рамами, несбалансированным пружинным подвешиванием и двусторонним нажатием тормозных колодок на колёса. Передача сил тяги и торможения на раму электровоза — наклонными тягами, по одной на каждую тележку, как и у электровозов ДЭ1, ВЛ85, ЭП1, 2ЭС5К.

### Тяговые двигатели
Тяговые двигатели электровоза — трехфазные асинхронные с короткозамкнутым ротором СТА-1200 производства Смелянского электромеханического завода. Питаются тяговые двигатели от двух расположенных в середине кузова преобразователей (выполнены на IGBT) линейным напряжением до 2200 В.  Векторное управление преобразователями, как и управление другим оборудованием электровоза, осуществляет микропроцессорная система. Режим работы тяговых двигателей задаётся реверсивным переключателем и двумя рукоятками — рукояткой скорости и рукояткой задания тяговой (при перемещении от себя) и тормозной (при перемещении на себя) силы.

### Вспомогательные машины
Вспомогательные машины также имеют асинхронный привод. Для охлаждения тяговых двигателей на электровозе установлены два центробежных мотор-вентилятора, для снабжения сжатым воздухом — два V-образных четырёхцилиндровых компрессора ПК‑3,5. На пневматической панели установлен как пассажирский воздухораспределитель 292 с электровоздухораспределителем 305, так и грузовой воздухораспределитель 483, что определяет возможность использования ДС3 в обоих видах движения.

## Дополнительные характеристики
Передаточное число — 78:19 ≈ 4.105
Сила тяги при трогании с места — 310 кН
Сила тяги длительного режима по току ТЭД (62.7 км/ч) — 270 кН
Краткосрочная сила рекуперативного тормоза — 270 кН
Сила тяги на скорости 120 км/ч — 140 кН
Сила тяги на максимальной скорости (160 км/ч) — 100 кН
Мощность системы отопления состава — 300/1200 кВА
Номинальное напряжение тяговых обмоток — 1300 В
Номинальное линейное напряжение тягового двигателя — 1870 В
Номинальная фазная сила тока тягового двигателя — 450 А

## Фотографии

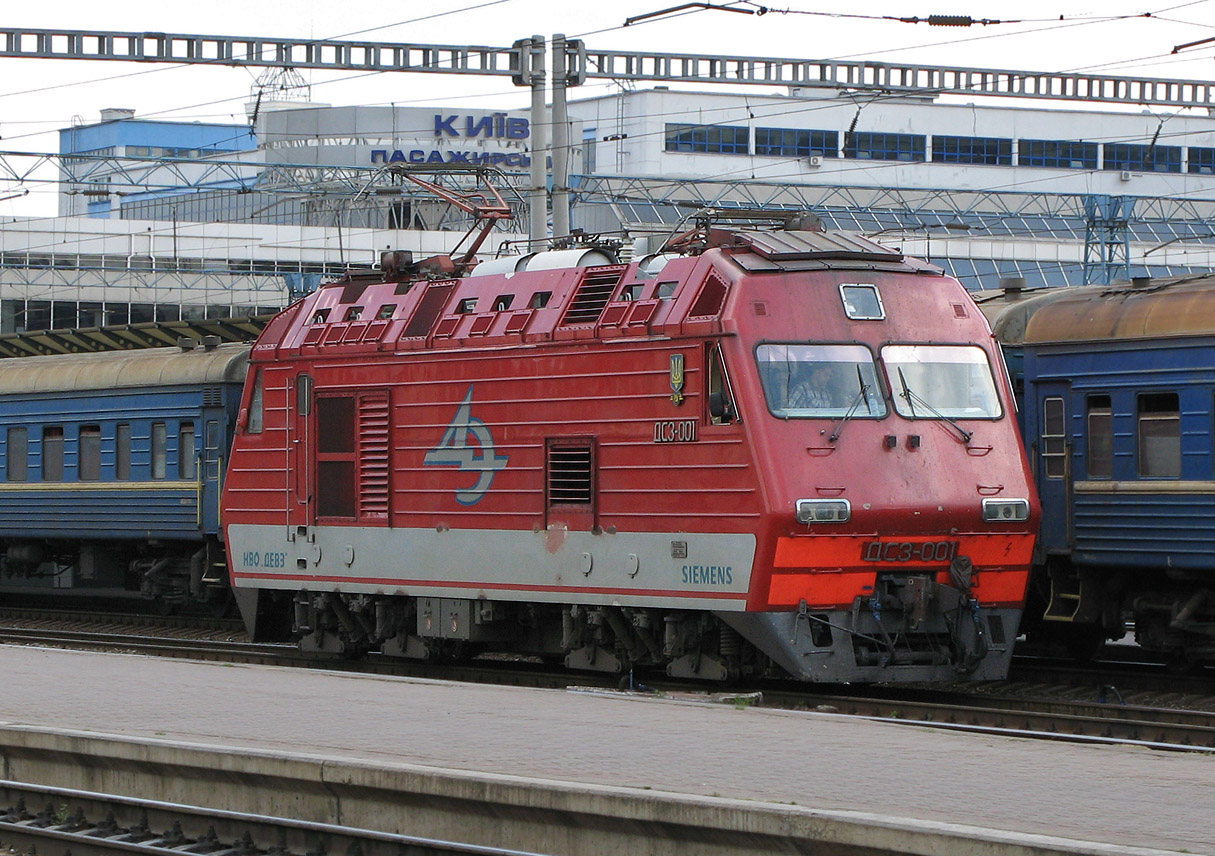
ДС3-001 на станции Киев-Пассажирский
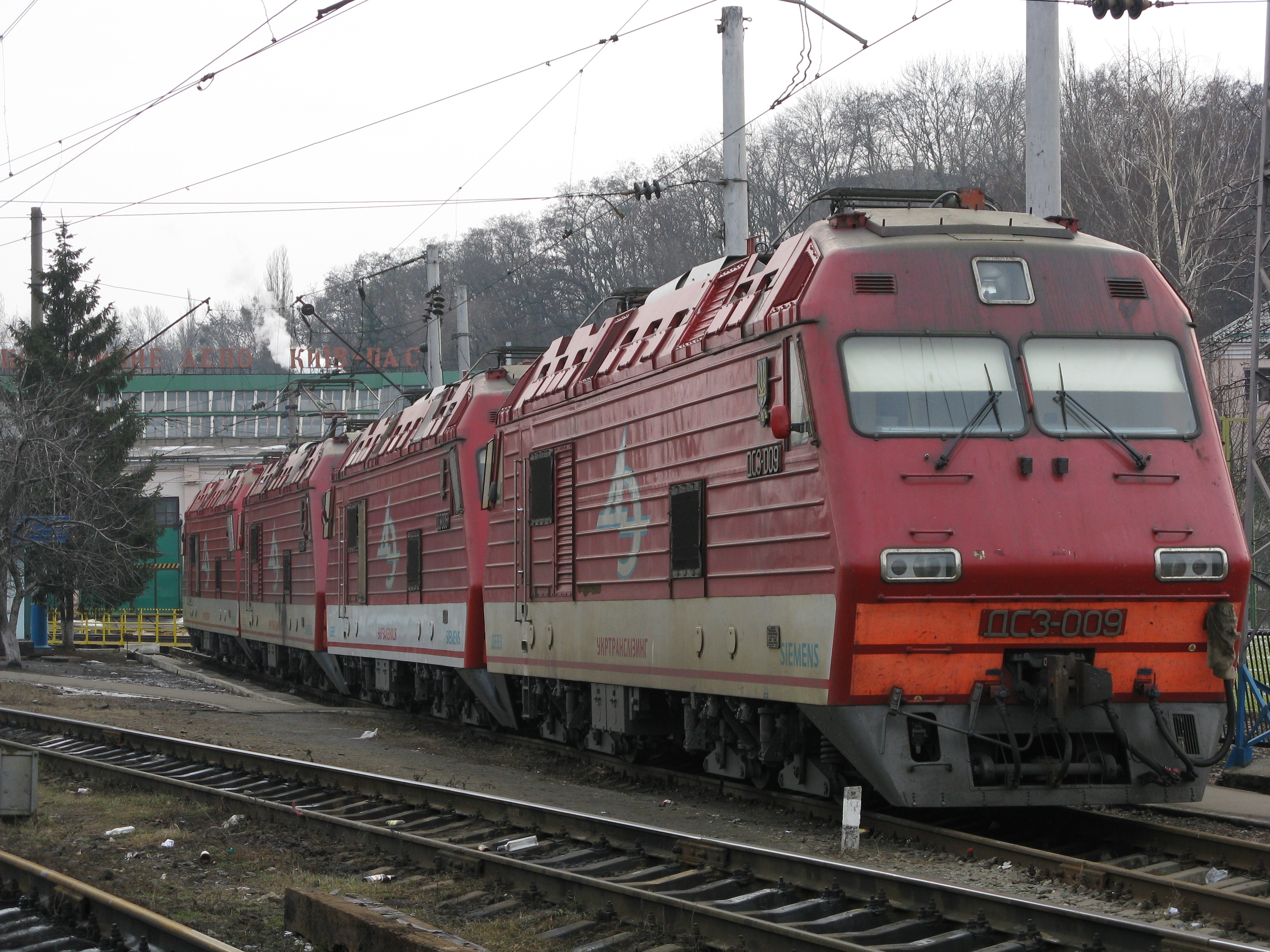
ДС3-009, 011, 013 и 014 в депо Киев-пассажирский
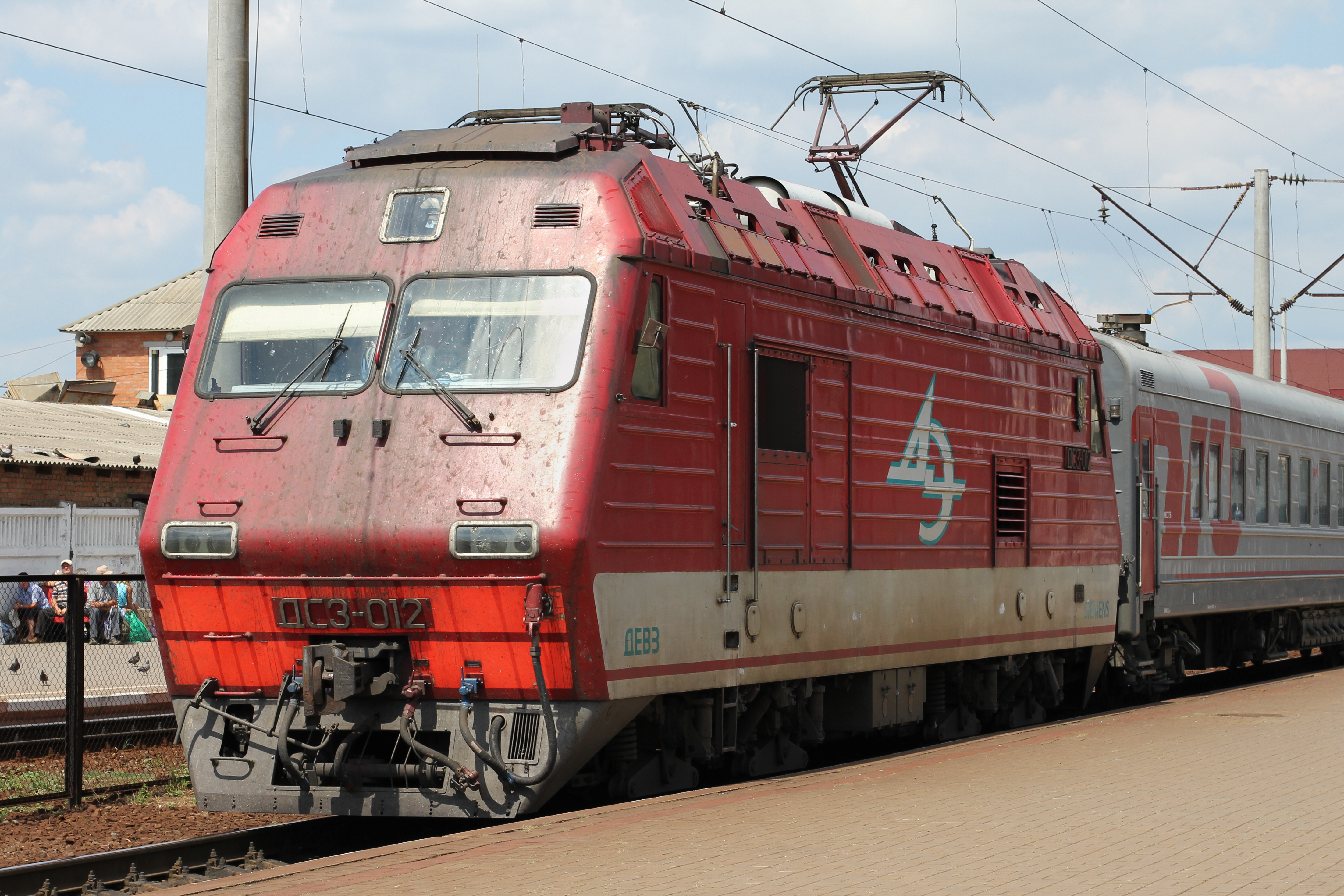
ДС3-012 с поездом №4 Москва - Киев (2012)

## Ссылки

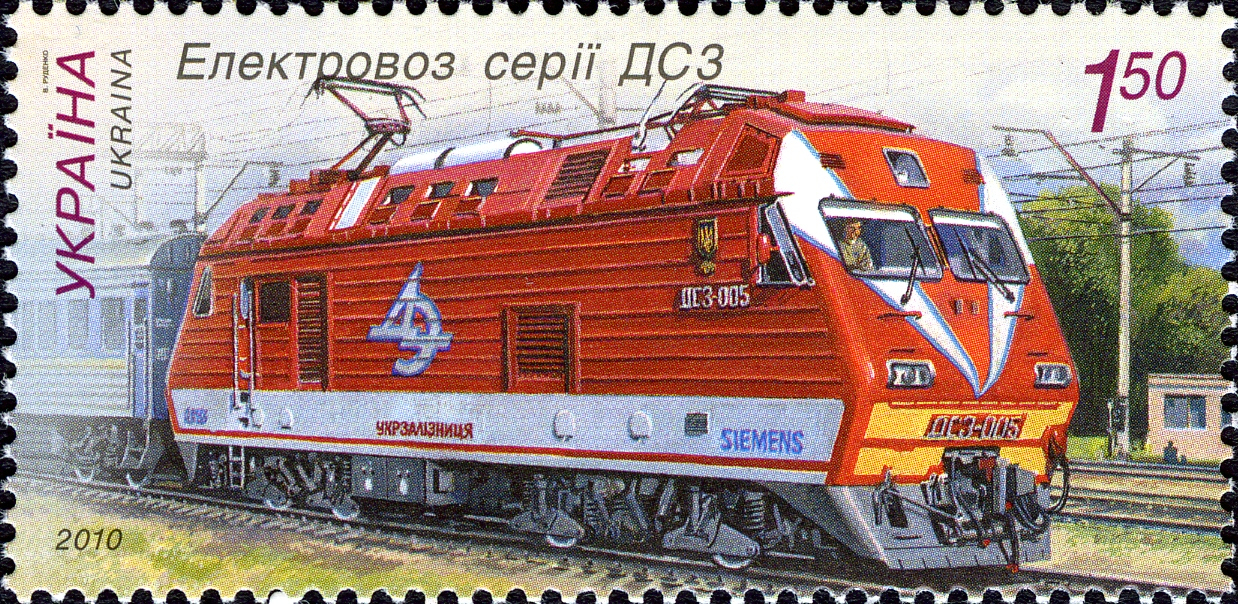
ДС3-005 на Украинской почтовой марке